# 11년식 경기관총
11년식 경기관총(十一年式軽機関銃 주이치넨시키 케이키칸쥬[*])은 일본군이 썼던 경기관총이다.

## 개요
일본은 중국, 러시아와의 전쟁에서 경기관총의 필요성을 크게 느끼고 개발에 착수했다. 책임자는 일본 자동화기의 아버지라 불리는 난부 기지로였다. 단기간에 효율적인 경기관총을 만들어 내야 했던 데다가 소모품인 상자형 탄창에 쓰이는 자재 공급에 난색을 표한 일본 군부는 상자형 탄창이 아닌 고정식 탄창인 급탄기(호퍼)에, 6.5mm 구경 38식 소총의 5연발 클립 여섯 개를 채워넣고 쏘는 특이한 방식을 채택했다.

## 사용
상술했듯이 소총용의 5연발 클립탄창 6개를 고정식 급탄기 안에 수평으로 한 개씩 겹쳐 넣고 그것들을 아래로 눌러주는 스프링식 뚜껑을 닫고 방아쇠를 당기면 발사되는 방식이다. 가장 아래쪽의 5연발 클립을 다 쏘면 금속 클립은 구멍을 통해 총 밑으로 떨어지고 그 위의 5연발 클립이 아래로 내려온다. 필요 이상으로 복잡한 급탄 기구와 약실 설계 미숙으로 인한 작동 불량이 잦았던 탓에 총몸에 고정된 윤활유통을 써서 탄피에 솔로 일일이 기름칠을 해 줘야 했는데, 이것은 흙먼지가 심한 만주 등지에서는 오히려 더 많은 작동 불량을 불러왔다.

## 활약
여러 전쟁에서 활약했지만 그 성과는 미미했다. 만주 공격 당시 일본군에게 지급되었었고. 후에 만주국에 지급되었다. 중일전쟁에서 사용되었다.

## 고장
11식 기관총은 특히 고장이 잦은 결함 기관총으로 악명이 높았다. 얇은 탄피가 깨지거나 눌러붙는 사태도 번번이 발생했고. 사격 도중에 클립을 보충하면 걸려서 안 들어가는 경우도 많았고, 특히 탄걸림 현상이 심했다. 반동도 태평양전쟁에 대비해서 위력을 높인 신형 99식 소총의 7.7mm탄에 비해 위력이 약한 38식 소총용의 6.5mm 구경 소총탄을 쓰는 경기관총답지 않게 과도했다.

## 제원
- 설계: 난부 기지로
- 개발: 1922년
- 생산/사용 기간: 1922년 ~ 1941년 / 1922년 ~ 1945년
- 구경: 6.5 mm
- 탄약: 6.5 x 50 mm 아리사카 38년식 실포
- 급탄: 고정식 급탄기(호퍼) 30연발. 소총용 5연발 스트리퍼 클립 6개 사용.
- 작동 방식: 가스 작동식
- 길이(총열/전장): 443 / 1,100 mm
- 무게: 8 kg ~ 10.2 kg
- 발사 속도: 120 ~ 500 발 / 분
- 총구 속도: 730 미터 / 초

일본식 연호로 다이쇼(大正) 11년에 개발되어서 11년식이라고 불린다. 탄환은 38식소총용의 6.5mm 탄환을 사용했다.

## 파생형
장갑 차량 내부나 외부에서도 쓸 수 있도록 파생된 모델인 91식 차재 경기관총이 있다. 기본적으로는 11년식에 총신 보호용 방탄덮개를 부착하고, 더 짧아진 차량용 신형 개머리판과 30연발 호퍼식 급탄기의 용량을 45연발까지 늘린 탈착 가능한 호퍼식 급탄기를 사용한다. (좁은 차량 내부에서의 사격을 위해 뒤에서도 급탄기의 탈착이 가능하다.) 여기에 차량 내부에서의 정확한 사격을 위한 1.5배율의 광학조준기와 탈착식 양각대가 추가되었다. 기본적으로 차량용으로 제조되었으나, 차량에서 떼어내어 양각대를 부착한 다음 보병용과 대공용으로 쓸 수 있었다. 91식은 11년식의 결점을 고스란히 물려받은 탓에 평판이 좋지 않았고, 결국 일본육군의 차재 기관총은 무고장 기관총으로 명성이 높았던 체코슬로바키아제의 ZB vz.26 경기관총을 카피한 97식 차재중기관총으로 대체되었다. (38식 소총의 6.5mm탄이 아니라 일본 군부가 태평양전쟁용으로 위력을 높인 신형 99식 소총용의 7.7mm 탄을 쓰기 때문에 경기관총이 아니라 중기관총이라고 불리는데, 11년식 결함의 가장 큰 원인이었던 호퍼식 탄창을 답습할 수는 없었던 탓에 결국 차량용으로는 장탄량이 모자라는 20연발 상자형 탄창으로 되돌아갔다.)

## 퇴역
1938년에 배치가 시작된 96식 경기관총과 그 개량 모델인 99식 경기관총으로 대체되면서 퇴역한다.일부는 계속 중국전선에서 쓰이거나 물자가 부족했던 태평양전쟁 말기에 동원되었다.